# 莱基埃州

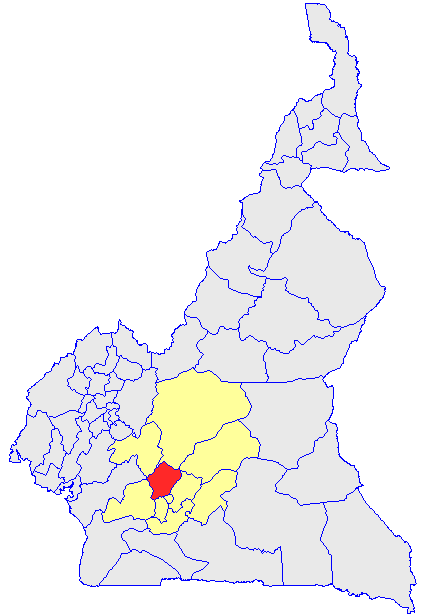

莱基埃州（法語：Lekié），是喀麥隆的58個州份之一，位於該國中部，由中部區負責管轄，北面是姆巴姆-伊努布州，面積2,989平方公里，2001年人口354,864，人口密度每平方公里118.7人。